# Ренц (Џорџија)
Ренц (Џорџија) (енгл. Rentz) град је у америчкој савезној држави Џорџија. По попису становништва из 2010. у њему је живело 295 становника.

## Демографија
Према попису становништва из 2010. у граду је живело 295 становника, што је 9 (3,0%) становника мање него 2000. године.
| Група             | 2000.       | 2010.       |
| Белци             | 283 (93,1%) | 257 (87,1%) |
| Афроамериканци    | 10 (3,3%)   | 27 (9,2%)   |
| Азијати           | 2 (0,7%)    | 1 (0,3%)    |
| Хиспаноамериканци | 3 (1,0%)    | 5 (1,7%)    |
| Укупно            | 304         | 295         |